# Nationalpark Pieninen (Polen)
Der Nationalpark Pieninen (poln. Pieniński Park Narodowy) ist ein polnischer Nationalpark in den Pieninen, im südöstlichen Teil der Woiwodschaft Kleinpolen an der polnisch-slowakischen Grenze, südlich von Hałuszowa bzw. nordöstlich der Hohen Tatra. Block-Kalkstein bildet malerische, fast senkrechte weiße Wände entlang dem Fluss Dunajec, der das Gebirge in einer bis zu 500 m tiefen Schlucht durchbricht. Der bekannteste Berg Trzy Korony (Drei Kronen) hat eine Höhe von 982 Metern und der höchste Gipfel der Pieninen, der Wysoka in den Kleinen Pieninen, erhebt sich bis auf 1050 Meter. Charakteristisch für die Landschaft dieser Berge sind die nackten Felswände, die isolierten Felsen.

## Tierwelt
Es ist anzunehmen, dass hier zwischen 13.000 und 15.000 Tierarten leben, also die Hälfte der polnischen Fauna. Es wurden auch neue Arten (vor allem Falter und Insekten) entdeckt, die nur hier vorkommen. Zahlreich vertreten ist hier die südeuropäische Fauna. Zu den Seltenheiten gehören der Uhu, der Mauerläufer, die Blaumerle, der Sperlingskauz, der Dreizehenspecht, der Schwarzspecht und der Schwarzstorch. Das größte Raubtier ist der Luchs. An den Ufern des Dunajec leben Fischotter.

## Kultur und Tourismus
Im 13. Jahrhundert wurde innerhalb des heutigen Nationalparks die Pieniny-Burg erbaut, das höchstgelegene Bergschloss in Polen (779 m). Zwei weitere Burgen wurden an beiden Seiten der am Dunajec entlang führenden Wege erbaut, Czorsztyn und Niedzica, die als schönstgelegene Burgen Polens gelten.
Hauptattraktion des Parks ist eine Floßfahrt auf dem Dunajec, eine der größten touristischen Attraktionen in Mitteleuropa. Angesichts seiner Lage hat der Park viele Aussichtspunkte, von denen sich ein schönes Panorama der benachbarten Bergketten bietet. Besonders beeindruckend sind die Ausblicke auf die Hohe Tatra, Gorce und Magura.